# جنت‌آباد جنگل
جنت‌آباد جنگل، روستایی از توابع بخش جنگل شهرستان رشتخوار در استان خراسان رضوی ایران است.

## جمعیت
این روستا در دهستان جنگل قرار دارد و براساس سرشماری مرکز آمار ایران در سال ۱۳۸۵، جمعیت آن ۲٬۵۰۴ نفر (۵۶۳خانوار) بوده‌است.